# Мартинишће
Мартинишће је насељено место у саставу града Забока у Крапинско-загорској жупанији, Хрватска. До територијалне реорганизације у Хрватској налазило се у саставу старе општине Забок.

## Становништво
На попису становништва 2011. године, Мартинишће је имало 338 становника.

## Попис1991.
На попису становништва 1991. године, насељено место Мартинишће је имало 343 становника, следећег националног састава:
| Попис 1991.‍ | Попис 1991.‍ | Попис 1991.‍ | Попис 1991.‍ | Попис 1991.‍ |
| ----------- | ----------- | ----------- | ----------- | ----------- |
|             |             |             |             |             |
| Хрвати      | Хрвати      |             | 339         | 98,83%      |
| Муслимани   | Муслимани   |             | 1           | 0,29%       |
| Словенци    | Словенци    |             | 1           | 0,29%       |
| непознато   | непознато   |             | 2           | 0,58%       |
| укупно: 343 |             |             |             |             |